# Olga Taussky-Todd

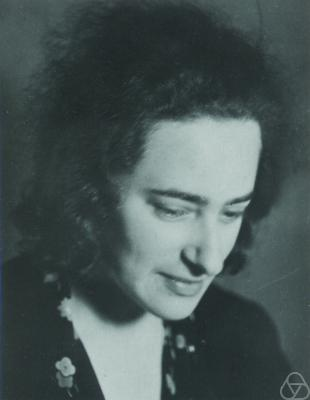
Olga Taussky-Todd in Göttingen, 1932

Olga Taussky-Todd (geboren 30. August 1906 in Olmütz, Österreich-Ungarn als Olga Taußky; gestorben 7. Oktober 1995 in Pasadena, Kalifornien) war eine österreichische und später tschechisch-US-amerikanische Mathematikerin. Bekannt wurde sie in der Algebra als eine der Wegbereiterinnen der (numerischen) Matrizentheorie.

## Leben, Studium und berufliche Laufbahn
Olga Taußky wurde am 30. August 1906 in Olmütz in eine jüdische Familie geboren. Sie war die zweite Tochter von Julius David Taußky (1862–1918) und Ida Pollach. Ihr Vater war ein Industriechemiker, Journalist und Direktor einer Essigfabrik in Linz und ihre Mutter Hausfrau. Ihre Schwester Ilona (* 1905) arbeitete als Chemikerin, die Schwester Hertha (* 1909) als Pharmazeutin. Schon in jungen Jahren zeigte Taußky ein großes Interesse an Mathematik.
Taußky studierte Mathematik an der Universität Wien und wurde 1930 bei Philipp Furtwängler über das zahlentheoretische Thema: Über eine Verschärfung des Hauptidealsatzes promoviert. Furtwängler war es kurz zuvor erstmals gelungen, den Hauptidealsatz zu beweisen. Taußky war, wie Olga Hahn-Neurath und Rose Rand, eine der ersten Frauen, die sich dem Wiener Kreis anschlossen, und sie nahm regelmäßig am Mathematischen Kolloquium Karl Mengers teil.
1931 erhielt sie eine Assistentenstelle in der damaligen Mathematikhochburg, der Universität Göttingen. Ihre Aufgabe bestand darin, David Hilberts Gesammelte Werke herauszugeben und darin noch vorhandene mathematische Fehler zu beseitigen. Dabei beschäftigte sie sich auch intensiv mit dessen Zahlbericht. Es entstand die langjährige Freundschaft zur bedeutenden Mathematikerin Emmy Noether. Das gemeinsame Arbeitsgebiet war die algebraische Zahlentheorie. 1934 musste Taussky wegen ihrer jüdischen Herkunft emigrieren und ging zunächst mit Emmy Noether an das Bryn Mawr College in Pennsylvania, USA.
1935, nach Noethers Tod, ging sie nach England und wurde Fellow im Girton College der Cambridge University, ebenso wie Bryn Mawr ein Frauen-College. 1938 heiratete sie den irischen Mathematiker John Todd (1911–2007), einen Kollegen an der Universität London. Zeitweise betreute Taußky auch Hanna Neumann in London und Oxford. Im Zweiten Weltkrieg analysierte sie (in Zusammenarbeit mit ihrem Mann) am National Physical Laboratory die Vibrationen von Flugzeugen und entwickelte dafür bahnbrechend die Numerik von Matrizen, an deren Ausbau sie in der Folgezeit maßgeblich beteiligt war, zunächst am „National Bureau of Standards“ der USA. Sie wurde später allgemein als Pionierin der Matrizentheorie verehrt. Daneben arbeitete sie weiter auf dem Gebiet der algebraischen Zahlentheorie, das sie nach wie vor als ihr eigentliches Gebiet betrachtete. Hier entwickelte sie unter anderem algorithmische Methoden, teilweise in Zusammenarbeit mit Hans Zassenhaus und anderen.
1957 folgte das Ehepaar einem Ruf an das California Institute of Technology (CALTECH) in Pasadena (bei Los Angeles), wo sie bis zu ihrem Tod lebte. Zunächst war nur ihr Mann Professor, sie selbst Forschungsassistentin, aber mit den Pflichten einer vollen Professorenstelle. Erst als eine andere, viel jüngere Frau um 1970 als erste Professorin am Caltech gefeiert wurde, ließ sie ihren Status zu einer vollen Professorenstelle 1971 korrigieren. Sie betreute auch die erste weibliche Doktorandin in Mathematik am Caltech, Lorraine Foster. 1981 hielt sie die Noether Lecture. 1975 wurde sie Mitglied der Österreichischen Akademie der Wissenschaften. Seit 1985 war sie korrespondierendes Mitglied der Bayerischen Akademie der Wissenschaften. Sie veröffentlichte mehr als 300 Forschungsarbeiten über algebraische Zahlentheorie, ganzzahlige Matrizen und Anwendungen von Matrizen in Algebra und Analysis.

## Werke (Auszug)
- How I became a torchbearer for matrix theory, American Mathematical Monthly Bd. 95, 1988
- Sums of squares, American Mathematical Monthly Bd. 77, 1970
- Matrices C with Cn → 0, Journal of Algebra, Bd. 1, 1964
- Generalized commutators of matrices and permutations of factors in a product of three matrices, Studies in Mathematics and Mechanics presented to Richard von Mises, Academic Press, NY, 1954
- On a theorem of Latimer and MacDuffee, Canadian Journal of Mathematics Bd. 1, 1949
- A recurring theorem on determinants, American Mathematical Monthly Bd. 56, 1949

## Auszeichnungen (Auswahl)
- 1971 Ford-Preis der Mathematical Association of America für die Arbeit Sums of Squares[4]
- 1978 Österreichisches Ehrenkreuz für Wissenschaft und Kunst I. Klasse
- 1988 Ehrendoktorat der University of Southern California[5]
- 1993 richtete die International Linear Algebra Society (ILAS) eine Vortragsreihe ein, um die Beiträge von Taußky-Todd und ihrem Ehemann zum Gebiet der linearen Algebra zu würdigen. Im Jahr 2021 wurde die Taußky-Todd-Vorlesungsreihe in den ILAS Taußky-Todd-Preis umgewandelt.[6]
- Im Juni 2016 wurde sie mit einer Büste im Arkadenhof der Universität Wien geehrt.[7][8]